# Віллоу-Крік (Монтана)
Віллоу-Крік (англ. Willow Creek) — переписна місцевість (CDP) в США, в окрузі Ґаллатін штату Монтана. Населення — 230 осіб (2020).

## Географія
Віллоу-Крік розташований за координатами 45°48′35″ пн. ш. 111°38′56″ зх. д. / 45.80972° пн. ш. 111.64889° зх. д. (45.809670, -111.648915).  За даними Бюро перепису населення США в 2010 році переписна місцевість мала площу 7,08 км², з яких 7,08 км² — суходіл та 0,00 км² — водойми.

## Демографія
Згідно з переписом 2010 року, у переписній місцевості мешкало 210 осіб у 101 домогосподарстві у складі 56 родин. Густота населення становила 30 осіб/км².  Було 120 помешкань (17/км²).
Расовий склад населення:
| - 94,8 % — білих - 1,9 % — азіатів - 0,5 % — корінних американців - 0,5 % — чорних або афроамериканців |

До двох чи більше рас належало 2,4 %. Частка іспаномовних становила 0,5 % від усіх жителів.
За віковим діапазоном населення розподілялося таким чином: 17,6 % — особи молодші 18 років, 71,9 % — особи у віці 18—64 років, 10,5 % — особи у віці 65 років та старші. Медіана віку мешканця становила 41,4 року. На 100 осіб жіночої статі у переписній місцевості припадало 103,9 чоловіків;  на 100 жінок у віці від 18 років та старших — 108,4 чоловіків також старших 18 років.
Середній дохід на одне домашнє господарство  становив 54 162 долари США (медіана — 38 036), а середній дохід на одну сім'ю — 77 538 доларів (медіана — 54 375). За межею бідності перебувало 10,2 % осіб, у тому числі 25,0 % дітей у віці до 18 років та 0,0 % осіб у віці 65 років та старших.
Цивільне працевлаштоване населення становило 119 осіб. Основні галузі зайнятості: освіта, охорона здоров'я та соціальна допомога — 27,7 %, будівництво — 21,0 %, мистецтво, розваги та відпочинок — 10,1 %, сільське господарство, лісництво, риболовля — 9,2 %.